# Herman Suradiradja
Herman Suradiradja (ur. 14 października 1947 w Sukabumi, zm. 2016) – indonezyjski szachista, arcymistrz od 1978 roku.

## Kariera szachowa
Jest pierwszym w historii indonezyjskim szachistą, który otrzymał tytuł arcymistrzowski. Czterokrotnie (pomiędzy 1966 a 1980 rokiem) reprezentował swój kraj na szachowych olimpiadach, zdobywając 20 pkt w 40 partiach. Do jego turniejowych sukcesów należą m.in. II m. w Lublinie (1976), I m. w Primorsku (1977) oraz I–II m. w Płowdiwie (1978).
Najwyższy ranking w karierze osiągnął 1 stycznia 1981 r., z wynikiem 2380 punktów dzielił wówczas 3–4. miejsce wśród indonezyjskich szachistów. Od 1990 r. w turniejach klasyfikowanych przez Międzynarodową Federację Szachową występuje bardzo rzadko. Posiada jeden z najniższych rankingów wśród arcymistrzów, na liście rankingowej w dniu 1 maja 2010 roku niżej od niego notowany był tylko Arthur Bisguier (2231).